# بينوكيو
بينوكيو (بالإيطالية: Pinocchio)‏ هي شخصية خيالية مُستمدة من رواية كتبها الروائي الإيطالي كارلو كولودي سنة 1880، وترجمت لأكثر لغات العالم، وتحولت لعشرات الأفلام، منها ما أنتجته ديزني بالرسوم المتحركة في عام 1940، والتلفزيون الإيطالي في خمس حلقات كل حلقة بمدة ساعة وذلك في عام 1972م.
وتتحدث هذه الرواية عن طفل مصنوع من الخشب وله أنف طويل.
وقد اشتهرت هذه الرواية خاصة في النصف الثاني للقرن العشرين بعد تطور وسائل الاعلام والاتصال.

## الشخصيات
- بينوكيو: دمية مصنوعة من خشب الصنوبر.
- الأصدقاء: بيب «شقاوة»

1. الحورية «شعلة».

- الخصوم

1. «دويهي» الثعلب المحتال
2. «جدعون القط»
3. «طمبولي» صاحب استعراض الدمى.

## بينوكيو في الأعلام
- كان أول ظهور سينيمائي للرواية: في فيلم «بينوكيو» عام 1940 في فيلم لديزني

## معرض صور

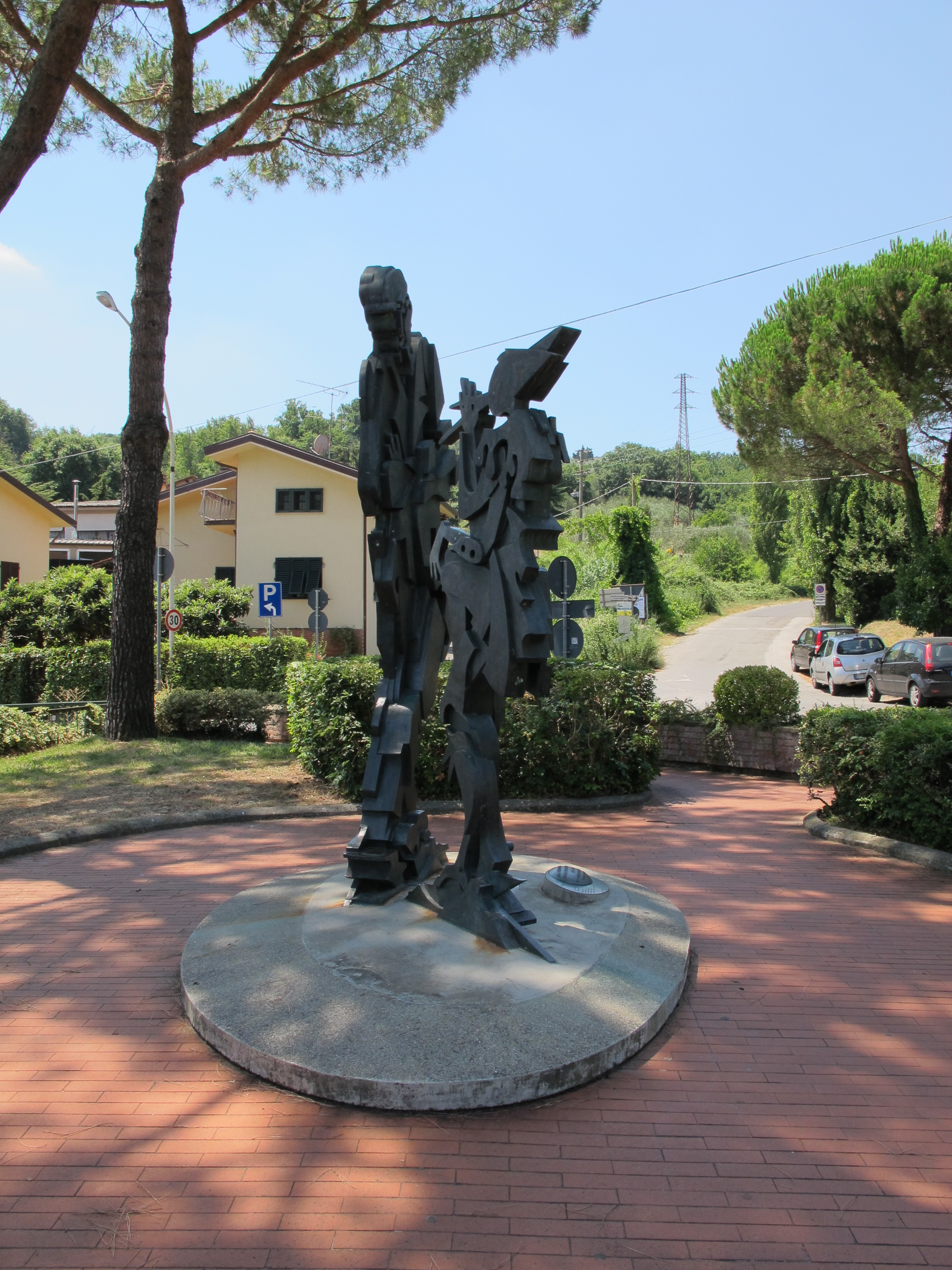

## روابط خارجية
- بينوكيو على موقع الموسوعة البريطانية (الإنجليزية)
- بينوكيو على موقع ميوزك برينز (الإنجليزية)